# Dyle-Breda-Stellung
Die Dyle-Breda-Stellung war eine von den Westalliierten im Mai 1940 eingenommene Verteidigungsposition in Belgien und den südlichen Niederlanden. Sie erstreckte sich vom Fluss Dyle östlich von Brüssel bis in den Raum der niederländischen Stadt Breda und bildete das Kernstück des alliierten Abwehrplans („Plan D“ mit Breda-Variante) gegen den erwarteten deutschen Angriff im Westfeldzug. Mit dieser vorgezogenen Front wollten französische und britische Verbände gemeinsam mit der belgischen Armee den deutschen Vormarsch bereits in Belgien stoppen, noch bevor er französisches Kernland erreichte.

## Strategischer Kontext

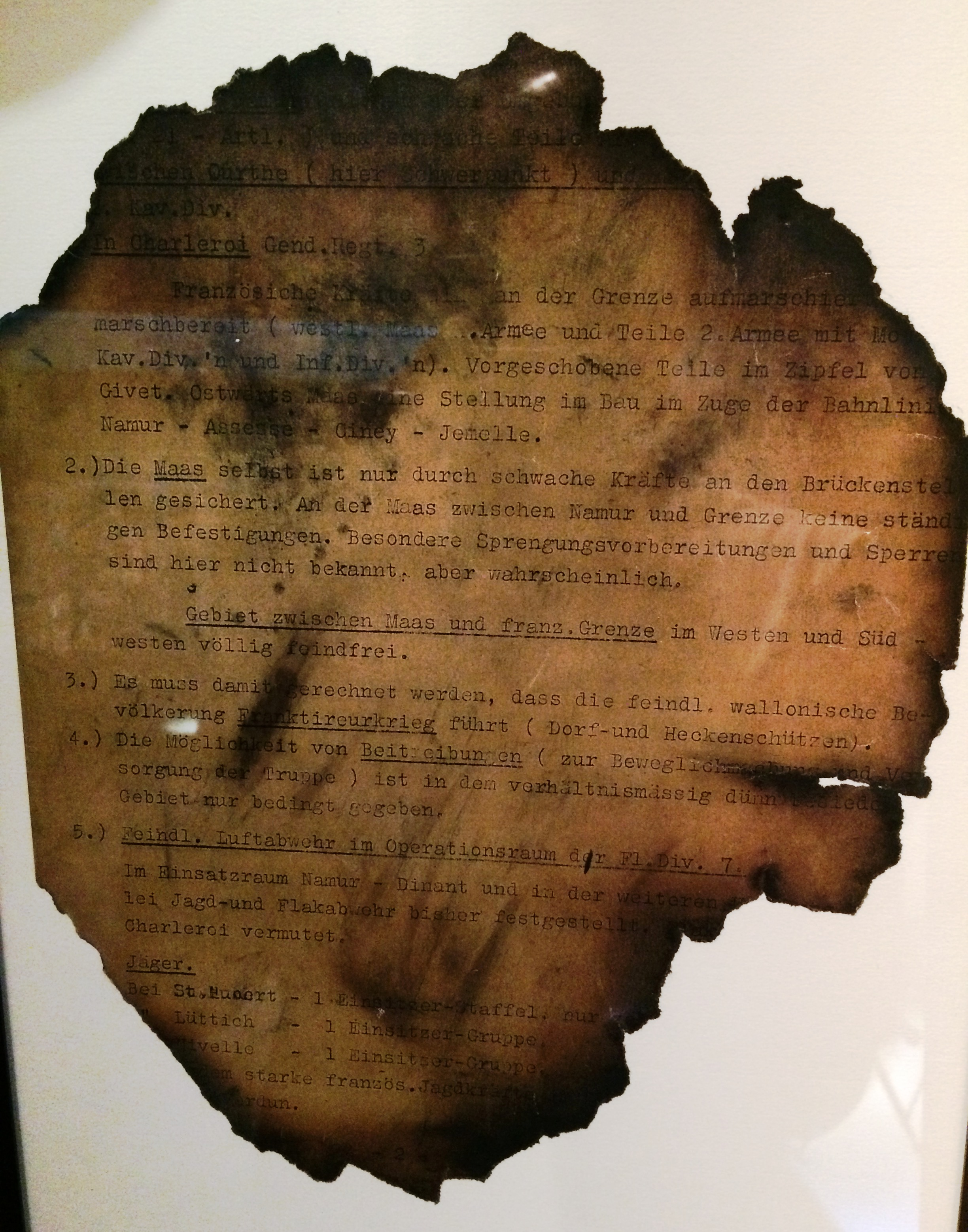
Angebranntes Fundstück vom Mechelen-Zwischenfall im Musée Royal de l’Armée in Brüssel

Nach dem deutschen Überfall auf Polen 1939 erklärten Frankreich und Großbritannien dem Deutschen Reich den Krieg, verharrten aber zunächst in einer defensiven Haltung (Sitzkrieg). Beide Alliierten rechneten mit einem langen Abnutzungskrieg und bereiteten sich strategisch auf eine Verteidigung und spätere Gegenoffensive vor. Frankreich sah seine Hauptbedrohung in einem erneuten deutschen Angriff durch Belgien – analog zum Schlieffen-Plan von 1914 – doch hatte Belgien 1936 seine Neutralität ausgerufen und eine formelle Allianz mit den Westmächten aufgekündigt. Belgische Regierungsstellen lehnten es bis zuletzt ab, alliierte Truppen schon vor einem deutschen Angriff ins Land zu lassen. Erst im Invasionsfall sollte eine Kooperation stattfinden. Trotz dieser Einschränkung bestand auf höchster Ebene Einigkeit, Belgien im Ernstfall beizustehen. Der französische Premier Édouard Daladier und sein britischer Amtskollege Neville Chamberlain betonten, ein deutscher Einmarsch in die Benelux-Länder würde Nordfrankreich bedrohen und Luftangriffe auf England erleichtern; folglich müsse man so weit vorne wie möglich kämpfen. Man hoffte, durch eine vordere Verteidigung in Belgien deutsche Bomber von französischen Industriezentren und britischen Städten fernzuhalten und den Krieg vom eigenen Staatsgebiet abzuhalten.
Die französische Armeeführung unter Général Maurice Gamelin erhielt freie Hand, einen Operationsplan zur Verteidigung Westeuropas auszuarbeiten. Gamelin und der belgische König Leopold III. trafen geheime Vorabsprachen: Im Falle eines deutschen Angriffs sollte sich die belgische Armee rasch hinter vorbereitete Linien an Dyle und Maas zurückziehen, wo britisch-französische Verstärkung mit ihr gemeinsam Widerstand leisten würde. Diese belgische Verteidigungslinie – die KW-Stellung (Koningshooikt-Wavre-Stellung) – verlief entlang der Dyle von Antwerpen südwärts und wurde von den Alliierten in ihre Planung einbezogen. Die Westalliierten bezeichneten diese Front in Erweiterung bis Breda als Dyle-Breda-Stellung, da sie über Antwerpen hinaus bis in die Niederlande reichen sollte.
Strategisch gingen die Alliierten fest davon aus, dass das deutsche Heer seinen Hauptangriff wie 1914 im Norden führen würde – durch Belgien gegen die offenen Ebenen Flanderns. Diese Annahme prägte alle Operationspläne der Westalliierten 1939/40. Gamelin entwickelte drei Varianten eines Aufmarschplans – Escaut (Plan E), Dyle (Plan D) und die Breda-Variante – die sich nur graduell unterschieden und sämtlich einen raschen Vorstoß der Allianz nach Belgien vorsahen. Der ursprünglich vorsichtigere Plan E (Verteidigung erst an der Schelde-Linie) galt bald als ungenügend. Spätestens nach einem deutschen Planungsdokument, das im Januar 1940 nach einem Flugzeugabsturz in Belgien entdeckt wurde (Mechelen-Zwischenfall), waren Gamelin und sein britischer Gegenpart General Edmund Ironside überzeugt, dass man den deutschen Angriff unbedingt auf belgischem Boden stellen müsse. Großbritannien entsandte ein Expeditionskorps (BEF) nach Nordfrankreich und stimmte Gamelins Dyle-Plan zu. So warnte General John Gort, Befehlshaber des BEF, schon im September 1939: „Der Krieg kann in Frankreich oder Belgien verloren gehen, auch wenn er dort vielleicht nicht gewonnen werden kann.“. Diese Einschätzung unterstrich den alliierten Willen, möglichst weit vorne zu kämpfen.

## Alliierte Planung

Dyle-Breda-Plan

Über den Winter 1939/40 verfeinerten die Alliierten ihre Pläne. Gamelin fixierte sich auf den Plan D (Dyle-Linie) und bezog zu Jahresbeginn 1940 auch die Niederlande mit ein: die sogenannte Breda-Variante. Er wollte den linken Flügel der alliierten Nordfront über Antwerpen hinaus verlängern, um bei Breda Verbindung zur niederländischen Armee aufzunehmen und gemeinsam die Scheldemündung zu sichern. Damit sollte verhindert werden, dass deutsche Truppen westlich an Antwerpen vorbei bis an den Ärmelkanal vorstoßen konnten. Zusätzlich würde die Frontlinie im Vergleich zu einem Vorrücken nur bis zur Schelde um 80 Kilometer verkürzt und so theoretisch Truppen für die Reserve frei machen. Ein größerer industrieller Teil Belgiens würde geschützt und die Luftabwehr könnte tiefer gestaffelt werden. Auch könnten niederländische Truppen sich falls notwendig nach Belgien zurückziehen. Anfang März 1940 setzte Gamelin diese Erweiterung gegen Bedenken im eigenen Hauptquartier durch. General Alphonse Georges – Oberbefehlshaber der Nordostfront – warnte, die Ausdehnung bis Breda würde die verfügbare Reserve übermäßig binden und sei riskant, falls der Feind nicht wie erwartet in Belgien, sondern weiter südlich angreifen sollte . Gamelin schlug diese Mahnungen in den Wind. Es komme „nicht in Frage, die Niederlande im Stich zu lassen“ – man müsse ihnen „wenigstens eine Hand reichen und eine Landverbindung zu ihnen herstellen“, entgegnete er. Folglich wurde die mobile französische 7. Armee (General Henri Giraud), bis dahin Gamelins strategische Reserve, dem alliierten 1. Armeegruppenkommando zugeteilt und für den Vorstoß ins holländische Brabant bereitgestellt. Dieser Schritt sollte sich später als folgenschwer erweisen: Die 7. Armee war damit von Anfang an fest in den nördlichsten Sektor eingebunden und stand für andere Eventualitäten nicht mehr zur Verfügung . Insgesamt hatten die Alliierten nun nur noch minimale Reserven hinter der Front, da nahezu alle aktiven Verbände dem Vorstoß nach Belgien zugeteilt waren.
Bis Mai 1940 befanden sich britische und französische Truppen in voller Alarmbereitschaft. Als die deutsche Offensive am 10. Mai begann (Fall Gelb), griffen die Mechanismen des alliierten Vorkriegsplans sofort: Belgien appellierte um Hilfe, und Gamelin aktivierte unverzüglich den Dyle-Breda-Plan. In der Tat „gab es keinen anderen Plan“, wie Georges resigniert feststellte. Französische, britische und belgische Einheiten führten damit einstudierte Marschrouten und Aktionen aus – gemäß dem „Drehbuch“, das sich die Alliierten zurechtgelegt hatten. Dieser Operationsplan war ambitioniert: In wenigen Tagen sollten die Verbündeten etwa 100–150 km weit nach Belgien vorstoßen und dort eine neue Front bilden – in Reichweite der bereits anrückenden Wehrmacht.

## Militärische Umsetzung
Unmittelbar nach dem deutschen Angriff vom 10. Mai 1940 marschierten die alliierten Hauptstreitkräfte wie geplant in Belgien auf. Die französische 1. Armeegruppe unter General Gaston Billotte umfasste die stärksten Verbände: das Britische Expeditionskorps (BEF) unter Lord Gort, die französische 1. Armee (Gen. Georges Blanchard) und die französische 7. Armee (Gen. Giraud) für den Vorstoß nach Breda, dazu die belgischen Streitkräfte unter König Leopold III. Nach kurzer Gefechtsberührung an den belgischen Grenzstellungen (die Belgier leisteten Verzögerungskämpfe an Maas und Albert-Kanal) erreichten die anglo-französischen Truppen bis zum 12. Mai im Wesentlichen ihre vorgesehenen Positionen. Sie stießen auf nur geringen Widerstand, da die deutsche Heeresgruppe B ihr Hauptgewicht zunächst gegen die niederländischen und belgischen Truppen richtete. So erreichten die Briten und Franzosen die Dyle-Linie bei Löwen, Wavre und Namur nahezu ungestört, während die 7. Armee zügig nordwärts in Richtung Breda voranging.
An der Dyle formierte sich nun eine lange verbundene Front vom Norden Antwerpens (belgisches Heer) über Löwen (Übergabepunkt zum BEF) und weiter südwärts bis Wavre und Namur (französische 1. Armee). Südlich schloss die französische 9. Armee (Gen. André Corap) entlang der Maas an – allerdings war dieser Sektor in den Ardennen nur dünn besetzt mit zweitklassigen Divisionen. Die geplante Verbindung zur niederländischen Armee kam unterdessen nicht zustande: Zwar erreichten Teile der französischen 7. Armee am 11./12. Mai den Raum Breda–Tilburg, jedoch war die niederländische Lage bereits kritisch. Deutsche Fallschirmjäger hatten am ersten Tag die Maasbrücken bei Rotterdam und Dordrecht (Moerdijk) überraschend genommen, was die niederländischen Verteidigungslinien durchbrach. Die Franzosen konnten nur noch Nachhutgefechte im Südwesten der Niederlande führen. Am 14. Mai kapitulierte die niederländische Armee infolge des deutschen Luftangriffs auf Rotterdam; lediglich in der Provinz Zeeland leisteten niederländische Verbände mit französischer Hilfe noch bis zum 17. Mai Widerstand (u. a. Artilleriekampf um Middelburg). Die 7. Armee zog sich daraufhin zurück, um an der Schelde eine neue Linie zu bilden.

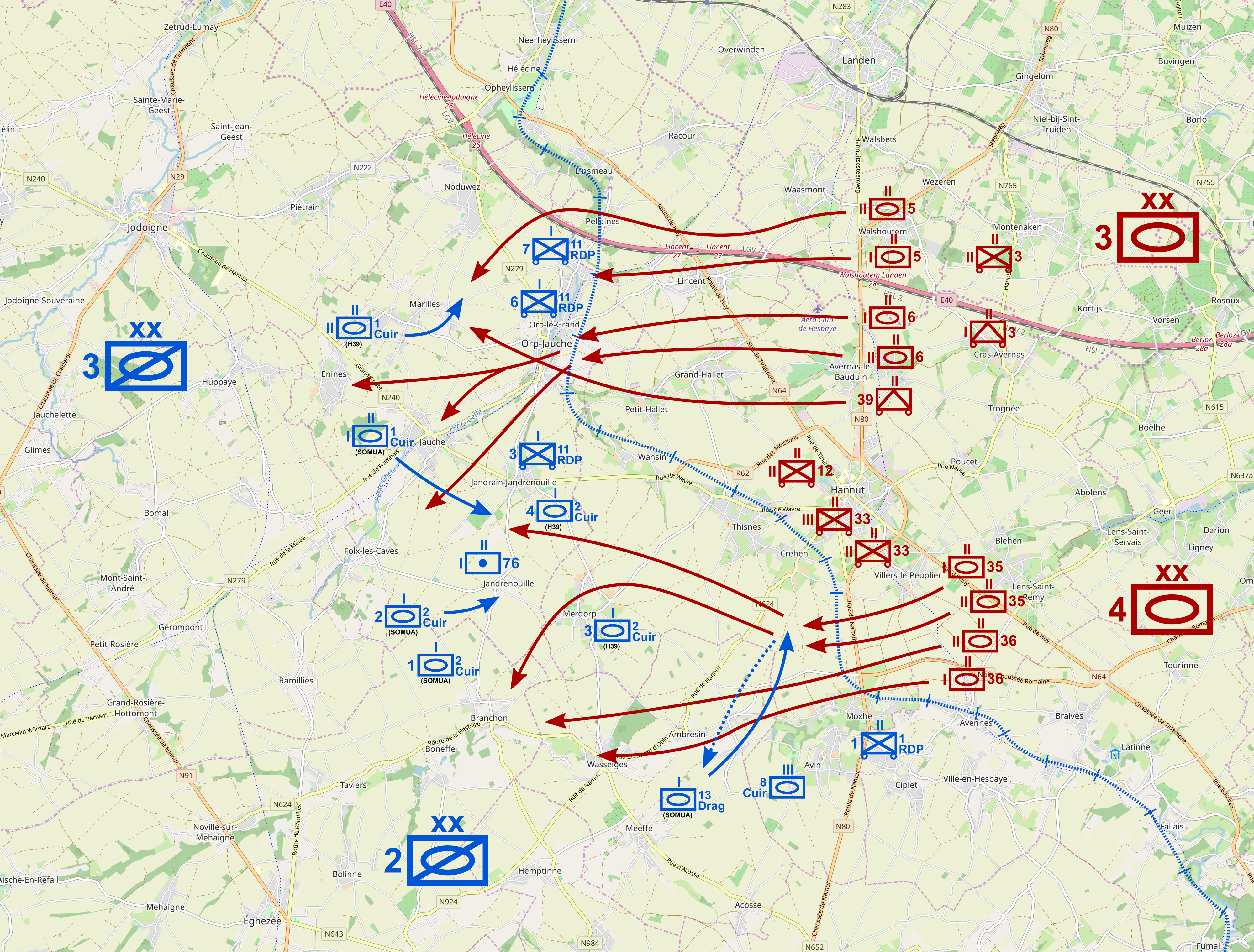
Schlacht bei Hannut (13. Mai 1940)

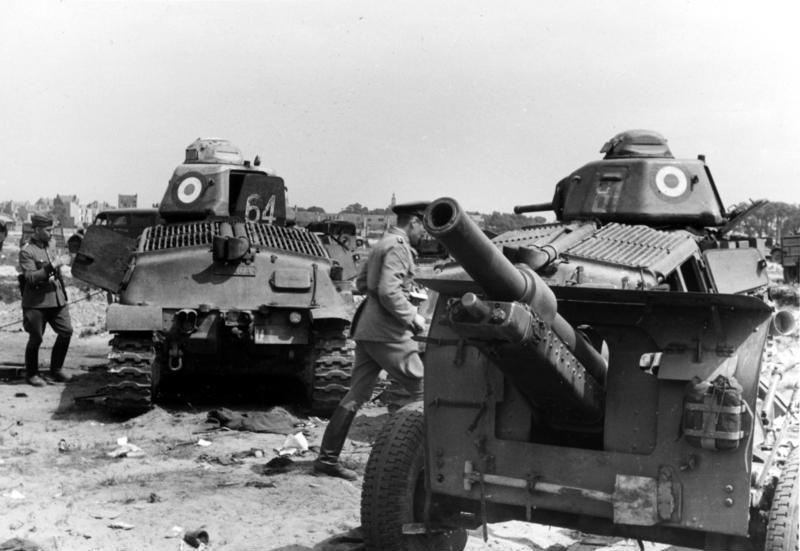
Zerstörte französische Panzer AMC Somua, ein Geschütz im Vordergrund (Mai 1940)

Entlang der Dyle kam es ab 12. Mai zu den erwarteten Gefechten mit der nachstoßenden Wehrmacht. Am 12./13. Mai traf das französische Kavallerie-Korps (General René Prioux) östlich von Gembloux auf das deutsche XVI. Armeekorps (mot.)  (General Erich Hoepner). In der Schlacht bei Hannut entbrannte das bis dato größte Panzergefecht des Zweiten Weltkriegs: Zwei französische Leichte Mechanisierte Divisionen (DLM) mit rund 260 Panzern – darunter schwere SOMUA S35 – verzögerten den Angriff der deutschen 3. und 4. Panzer-Division erheblich. Beide Seiten erlitten Verluste; nach Schätzungen wurden etwa 160 deutsche Panzer außer Gefecht gesetzt, gegenüber rund 100 verlorenen französischen Panzern. Der französische Vormarschschutz zog sich anschließend planmäßig hinter die Hauptverteidigung zurück, hatte aber den deutschen Vorstoß verlangsamt.
Am 14./15. Mai erreichte der Angriff der Heeresgruppe B die französische Hauptstellung im Raum Gembloux (zwischen Wavre und Namur). Dort verteidigte die französische 1. Armee die offene Lücke zwischen den Flüssen Dyle und Maas (die Gembloux-Lücke, frz. Trouée de Gembloux). In der Schlacht bei Gembloux konnten die Franzosen – trotz deutschem Luftangriff und weiterer Panzerangriffe – ihre Position behaupten. Starke französische Artillerieunterstützung und die überlegene Panzerung ihrer Kampfwagen führten dazu, dass mehrere Angriffe der deutschen 6. Armee blutig abgewiesen wurden. Tatsächlich mussten die Deutschen bei Gembloux ihren ersten Durchbruchsversuch abbrechen; dieser französische Abwehrerfolg gilt als Beispiel dafür, dass die Wehrmacht lokal durchaus aufgehalten werden konnte („Blitzkrieg“ vorübergehend gestoppt). Er konnte jedoch nicht ausgenutzt werden, da sich die Gesamtlage der Alliierten dramatisch verschlechterte. Weiter nördlich, im Abschnitt des BEF bei Löwen, hielten britische Truppen ebenfalls ihre Stellungen gegen erste Angriffe der deutschen 18. Armee. Die belgische Armee kämpfte derweil an der eigenen Front im Osten des Landes (Festung Lüttich, Albert-Kanal) und deckte Antwerpen. Insgesamt stabilisierte sich die Dyle-Breda-Stellung um den 15. Mai; die Alliierten glaubten zunächst, den deutschen Plan erwartungsgemäß aufzuhalten.
Parallel dazu entfaltete sich jedoch südlich der Dyle-Linie ein unangekündigter deutscher Hauptangriff. Die deutsche Heeresgruppe A hatte – entgegen alliierter Erwartung – mit sieben Panzerdivisionen den dichten Ardennenwald durchquert und überschritt am 13. Mai die Maas bei Sedan und Dinant. Dort waren die französischen Linien (9. Armee und Teile der 2. Armee) schwach bemannt und brachen unter dem konzentrierten deutschen Angriff schnell zusammen. Deutsche Panzerverbände erzielten bei Sedan einen Durchbruch und stießen am 15. Mai tief nach Westen vor. Damit drohte die alliierte Dyle-Stellung, die noch immer nach Osten gegen Heeresgruppe B kämpfte, von hinten umgangen und abgeschnitten zu werden.
Als die alliierte Führung am 15./16. Mai vom Ausmaß des Durchbruchs bei Sedan erfuhr, war der Dyle-Breda-Plan obsolet. General Gamelin – mittlerweile angesichts der Krise entlassen und durch General Maxime Weygand ersetzt – ordnete den sofortigen Rückzug der britisch-französischen Verbände aus Belgien an. Vom 16. Mai an begannen die BEF und die französische 1. Armee, sich unter hohem Zeitdruck aus der Dyle-Stellung zu lösen. Dies bedeutete auch, dass die Belgier ihre gut ausgebaute KW-Stellung aufgeben mussten. Die geordnete Absetzbewegung geriet unter heftigen deutschen Druck: Bei verworrenen Rückzugsgefechten um Brüssel und entlang der Schelde gingen den Alliierten viele Ausrüstungen verloren, doch gelang es, einen Großteil der Kampftruppen herauszuführen. Bis zum 20. Mai zogen sich die Alliierten auf eine kürzere Linie in Französisch-Flandern zurück (Schelde-Stellung). Zu diesem Zeitpunkt hatten deutsche Panzerdivisionen jedoch bereits die französische Kanalküste erreicht – am 20. Mai bei Abbeville – und damit die ganze alliierten Nordgruppe von den übrigen französischen Kräften getrennt. Die Dyle-Breda-Stellung war somit innerhalb nur einer Woche überflügelt und hinfällig geworden. In der folgenden Kesselschlacht in Flandern wurden die eingeschlossenen alliierten Verbände immer weiter zusammengedrängt. Die belgische Armee kapitulierte am 28. Mai nach verlustreichen Kämpfen um die Lys; die Reste des BEF und der französischen 1. Armee entkamen knapp bei der Evakuierung von Dünkirchen (26. Mai – 4. Juni). Die Dyle-Offensive der Alliierten endete damit im Desaster.

## Bedeutung und Bewertung im historischen Kontext
Die Dyle-Breda-Stellung und der zugrundeliegende Operationsplan werden in der Rückschau als schwerer strategischer Irrtum bewertet. Obwohl die Alliierten dort einzelne taktische Erfolge erzielten (z. B. Gembloux), erwies sich die Grundannahme als fatal falsch. Hitler hatte nämlich nach dem Mechelen-Zwischenfall seinem Generalstabschef Franz Halder auf Anregung von Erich von Manstein aufgefordert, den Aufmarschplan zu ändern und den Angriffsschwerpunkt nach dem Sichelschnittplan mit starken Panzerkräften durch die für unwegsam gehaltenen Ardennen in der Aufmarschanweisung Nr. 3 für den Fall Gelb zu verlegen. Dadurch konnte die Wehrmacht an einer völlig unerwarteten Schwachstelle die französische Front durchbrechen. Durch die Bindung der besten alliierten Divisionen weit im Norden waren diese im entscheidenden Moment nicht mehr umgruppierbar, um die Lücke bei Sedan zu schließen. Der Plan hatte keinerlei Vorsorge für ein alternatives Feindvorhaben getroffen. Historiker kritisieren daher die „Tunnelblick“-Mentalität der alliierten Führung: Sie verfügte über keine strategische Reserve mehr, als sie diese am dringendsten gebraucht hätte. Die starre Fixierung auf nur ein mögliches Szenario – den deutschen Vorstoß in Belgien – missachtete grundlegende Prinzipien der Operationskunst wie die Risikovorsorge und Flexibilität. In seinem nach der Niederlage verfassten Bericht nannte General Georges die alliierte Planung „zu eindimensional“ und monierte das Fehlen jeglicher Alternativpläne. Der französische Offizier und Historiker Marc Bloch beschrieb es mit bitterem Sarkasmus: „Es kann kein Zweifel bestehen, dass unser ganzer Feldzugsplan verfehlt war.“
Insbesondere die Breda-Variante – Gamelins Entscheidung, auch die Niederlande zu berücksichtigen – wird als Überdehnung der Front kritisiert. Moderne Analysen kommen zum Schluss, dass dieses Vorgehen das Ausmaß der Katastrophe noch vergrößerte, da es die Entsetzungstruppen sprichwörtlich in die falsche Richtung schickte. Hätte man die für Holland vorgesehenen Kräfte (7. Armee) als operative Reserve zurückgehalten, so wären die deutschen Durchbrüche an der Maas möglicherweise eindämmbar gewesen. Stattdessen waren diese Eliteeinheiten durch die Kämpfe gegen Heeresgruppe B im Norden gebunden, während Heeresgruppe A im Süden die Falle schloss . Gamelins eigener Stabschef, Generalleutnant Aimé Doumenc, bezeichnete die Breda-Variante später als „Irrweg“, der die mobile Gruppe Giraud unnötig weit weg vom eigentlichen Schwerpunkt geführt habe. In der Forschung wird ähnlich geurteilt: Der Historiker Don W. Alexander konstatiert, Gamelin habe seine „strategische Bewegungsmasse“ a priori nach Norden verlegt und damit verschenkt.
Gleichzeitig ist darauf hinzuweisen, dass die alliierte Strategie aus damaliger Sicht nicht völlig unvernünftig schien. Das Vorgehen in Belgien entsprach der französischen Doktrin der vorbereitenden Gefechte auf fremdem Boden. Die rasche Besetzung der Dyle-Stellung kam den belgischen Wünschen entgegen und war politisch erforderlich, um das Vertrauen der kleinen Staaten nicht zu verlieren. Falls die Wehrmacht tatsächlich – wie ursprünglich angenommen – ihren Hauptstoß über Belgien geführt hätte, wäre die Dyle-Linie der optimale Verteidigungsort gewesen. Die heftigen Abwehrkämpfe bei Gembloux und entlang der Dyle bewiesen, dass die alliierten Armeen dort durchaus in der Lage waren, den deutschen Angriff zeitweise aufzuhalten. Somit war der Dyle-Plan an sich nicht sinnlos; er beruhte jedoch auf einer fehlerhaften Lageeinschätzung. Die deutsche Führung (v. a. General Erich von Manstein) hatte den gegnerischen Plan erkannt und absichtlich einen unorthodoxen, indirekten Operationsplan gewählt, um die alliierten Erwartungen zu unterlaufen. Manstein bemerkte später treffend, man habe schlicht „nicht das Offensichtliche getan“ – und damit den Gegner überrascht. Der Erfolg von Fall Gelb basierte wesentlich darauf, dass die Alliierten durch ihre Vorwegnahme der deutschen Absichten sich selbst täuschten. Die Dyle-Breda-Stellung, als Verkörperung dieser Fehlannahme, wurde vom deutschen Vorstoß in den Ardennen geradezu überholt. In nur wenigen Tagen verloren die Westmächte damit ihre beste Chance, den deutschen Angriff aufzuhalten. Frankreich musste wenige Wochen später kapitulieren.
In der Gesamtschau trug die Dyle-Breda-Strategie maßgeblich zum Fiasko des Westfeldzugs für die Alliierten bei. Die schnelle Umfassung der weit vorgestreckten alliierten Nordfront machte einen geordneten Rückzug unmöglich und führte zur Einkesselung bei Dünkirchen. Der Begriff „Dyle-Breda-Stellung“ steht seither sinnbildlich für diese gescheiterte Vorwärtsverteidigung. Militärhistoriker sehen darin eine Lehre über die Gefahren starrer Planungen und über die Bedeutung strategischer Flexibilität: Kein Plan überlebt den Feindkontakt – und ein Verteidiger, der nur auf das Naheliegende vorbereitet ist, läuft Gefahr, von einer unerwarteten Offensive überrumpelt zu werden.